# Ixmatlahuacan
Ixmatlahuacan là một đô thị thuộc bang Veracruz, México. Năm 2005, dân số của đô thị này là 5669 người.